# Томас Вілсон Барнс
То́мас Ві́лсон Барнс (англ. Thomas Wilson Barnes; 1825, Лондон, Сполучене Королівство Великої Британії та Ірландії — 1874, там же) — британський шахіст середини XIX століття. У свій час входив до числа кращих шахістів Європи.
Шотландець за походженням Т. Барнс вважався одним з провідних британських шахістів на час візиту до Великої Британії американського шахіста Пола Морфі у 1858 році і мав найкращий баланс за результатами зіграних партій з Морфі серед усіх шахістів, вигравши вісім партій при дев'ятнадцяти програних.
В тому ж році Пол Морфі у Лондоні, у парі з Томасом Барнсом зіграв проти пари Говарда Стаунтона з Джоном Овеном дві консультативні партії. Пол Морфі і Томас Барнс отримали перемогу з рахунком 2:0.
У теорії шахових дебютів відомий тим, що один з варіантів дебюту в іспанської партії, називають захистом Барнса (1. e4 e5 2.Кf3 Кс6 3.Сb5 g6) (відомий також як Захист Смислова). Барнс також вважається автором дебюту 1.f3 (початок Барнса). Цей перший хід пішаком він використовував, щоб відхилитись від вивчених на той час варіантів дебютів. Також, «Захист Барнса» носить назву варіант початку партії 1.e4 f6, який Барнс обирав проти А. Андерсена та П. Морфі, виграючи в останнього.
За даними рейтингової системи шахістів «Chessmetrics», найвищий рейтинг Барнса був у січні 1860 року, коли шахіст посідав 9-е місце у світі.
Страждаючи від надлишкової ваги, Томас Барнс вирішив пройти курс лікувального схуднення, в результаті якого скинув майже 60 кг за 10 місяців, що стало для нього фатальним.